# Buslijn B (Haaglanden)
Buslijn B van HTM was meerdere keren een  buslijn in de regio Haaglanden, in de Nederlandse provincie Zuid-Holland.

## Geschiedenis

### 1925-1926
- 25 augustus 1925: De eerste instelling van lijn B vond plaats als Wassenaarse lijn op het traject Viaduct ZHESM (Hofpleinlijn) - Rijksstraatweg - Kerkdam. Op 7 oktober 1925 werd deze lijn B alweer opgeheven.

Op 16 september 1925 werd echter een andere buslijn B ingesteld, tussen de Kerkdam en Rijksdorp. Op 1 januari 1926 werd deze lijn B verlengd naar Den Deyl.
- 10 mei 1926: Lijn B werd opgeheven.

### 1947-1955
- 30 december 1947: De derde instelling van lijn B vond plaats op het traject Spui/Turfmarkt - Alberdingk Thijmstraat.[2][3][4]De route verliep via Station HS, Rijswijkseweg, Van Musschenbroekstraat, Oudemansstrat, Linnaeusstraat, De Genestetlaan, en Jan van Beersstraat.
- 31 oktober 1955: Lijn B werd opgeheven in het kader van de wijziging van alle Haagse buslijnnummers van letters in cijfers. Het traject werd overgenomen door lijn 18.